# Џемејн Клемент
Џемејн Атеа Махана Клемент (енгл. Jemaine Atea Mahana Clement) је новозеландски глумац, рођен 10. јануара 1974. године у Мастертону, Нови Зеланд. Има делом и маорске корене.
Први пут се појавио на телевизији 1996. године. Од 2007. до 2009. глумио је у серији Летећи конкорди. Године 2012. играо је Бориса „Животињу“ у филму Људи у црном 3. Године 2014. играо је једну од водећих улога у филму Шта радимо сакривени.
Давао је глас ликовима у цртаним филмовима Симпсонови, Рио, Наполеон Динамит, Рио 2, ТрипТанк, Рик и Морти, Вајана, Лего Бетмен филм.
Најпознатији је као члан комично-музичког дуа Flight of the Conchords, заједно са Бретом Мекензијем. Добитник је награде Греми 2008. за најбољи комични албум, а такође има 7 номинација за награду Еми (2008, 2009).